# پروتکل مربوط به سلاح‌های لیزری کور کننده
پروتکل مربوط به سلاح‌های لیزری کور کننده، پروتکل چهارم  کنوانسیون ۱۹۸۰  برای برخی از سلاح‌های متعارف، توسط سازمان ملل در ۱۳ اکتبر ۱۹۹۵ منتشر شد. و به این گونه بود این پروتکل در تاریخ ۳۰ ژوئیه ۱۹۹۸ وارد عمل شد. از اواخر آوریل ۲۰۱۸، این پروتکل توسط ۱۰۸ کشور به توافق رسیده بود.

## تاریخچه
کنوانسیون برخی از سلاح‌های متعارف و سه پروتکل الحاقی در ۱۰ اکتبر ۱۹۸۰ به تصویب رسید و در ۱۰ آوریل ۱۹۸۱ برای امضا مطرح شد. در سال ۱۹۸۶، سوئد و سوئیس به دنبال پروتکل لیزر Blinding بودند. در طی سالهای ۱۹۸۹ تا ۱۹۸۹، کمیته بین‌المللی صلیب سرخ (ICRC) چهار نشست بین‌المللی متخصصان در این زمینه برگزار کرد و در سال ۱۹۹۳ سلاح‌های کور کننده را منتشر کرد.

## متن پروتکل

### ماده ۱
استفاده از سلاح‌های لیزری که به‌طور خاص طراحی شده‌اند، به عنوان تنها وظیفه رزمی آنها یا به عنوان یکی از کارکردهای رزمی آنها، ممنوع است که باعث نابینایی دائمی در دید غیر متعارف، یعنی با چشم غیر مسلح یا چشم با دستگاه‌های بینایی اصلاحی می‌شود. طرفهای متعاهد نباید این سلاح‌ها را به هیچ دولت یا نهاد غیردولتی منتقل کنند.

### ماده ۲
در استفاده از سیستم‌های لیزری، طرف‌های متعاهد باید تمام اقدامات احتیاط آمیز را انجام دهند تا از بروز نابینایی دائمی در بینایی غیر متعارف جلوگیری شود. این اقدامات احتیاطی شامل آموزش نیروهای مسلح آنها و سایر اقدامات عملی است.

### ماده ۳
پرده کشی به عنوان یک اثر اتفاقی یا وثیقه ای از اشتغال قانونی نظامی سیستم‌های لیزر، از جمله سیستم‌های لیزر استفاده شده در برابر تجهیزات نوری، ممنوعیت این پروتکل نیست.

### ماده ۴
برای اهداف این پروتکل «کوری دائمی» به معنای از بین رفتن غیرقابل برگشت و غیرقابل تصحیح بینایی است که به‌طور جدی بدون هیچ گونه بهبودی ناتوان کننده است. ناتوانی جدی معادل حدت بینایی کمتر از ۲۰/۲۰۰ اسنلن با استفاده از هر دو چشم است.

## اهمیت تاریخی
کمیته بین‌المللی حقوق مدنی و سیاسی از ممنوعیت لیزرهای کورکننده به عنوان «یک پیشرفت مهم در «حقوق بین‌الملل بشردوستانه» استقبال کرد.
این همچنین اولین توافق بین‌المللی بود که استفاده از لیزرها را هنگام جنگ تنظیم می‌کرد. (استفاده از لیزرها در زمان صلح قبلاً در ماده چهارم توافق‌نامه فعالیت‌های خطرناک نظامی ۱۹۸۹ و اتحاد جماهیر شوروی ذکر شده بود.

## محدودیت‌ها
پروتکل حملات علیه دوربین‌های شکاری، پریسکوپ‌ها، تلسکوپ‌ها و سایر تجهیزات نوری را ممنوع نمی‌کند، زیرا ناشناخته بود که آیا حملات لیزر به چنین دستگاه‌هایی می‌تواند باعث کوری دائمی شود یا خیر. ماده ۳ امکان حمله به تجهیزات نوری الکترونیکی را فراهم می‌کند، زیرا آسیب رساندن به آن باعث آسیب دیدگی انسان نمی‌شود.
جان مارشال، چشم پزشک، معتقد است که علی‌رغم ممنوعیت پروتکل، کشورها همچنان به توسعه و استفاده از «ردیف روشن کننده هدف و سیستم‌های ضد حسگر» که «هنوز هم به طور موثری سلاح‌های لیزری ضد شخص هستند»، زیرا این فناوری‌ها علاوه بر این، توانایی استفاده در برابر افراد را نیز دارند. به موارد مورد نظرشان به عنوان مثال، «سیستم لیزری که در یک مایل دورتر خیره می‌شود ممکن است به طور دائم در فاصله نزدیکتر کور شود.» تنها راه جلوگیری از آسیب دیدگی احتمالی چشم توسط لیزرهای رزمی ممنوعیت چنین لیزرهایی است، اما کشورهای مذاکره کننده در مورد پروتکل، این امر را از نظر انسانی نه از لحاظ نظامی و نه حتی مطلوب به نظر می‌رسند، زیرا لیزرهای هدفگذاری و دامنه محدود برای نگهداری مهمات در هدف و دور از غیرنظامیان مهم هستند.